# Goryphus subtilis
Goryphus subtilis là một loài tò vò trong họ Ichneumonidae.